# Xung đột Iran – Israel 2024

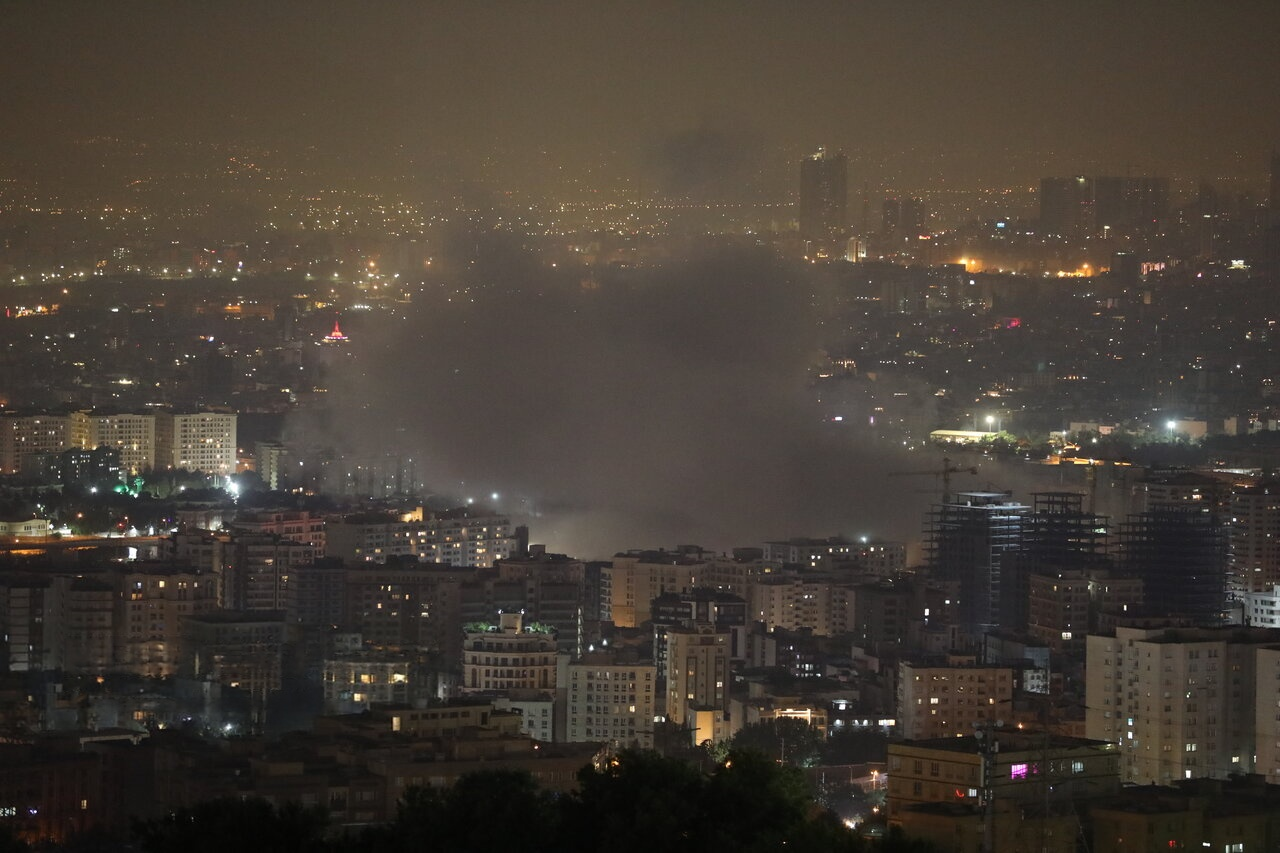
Cuộc tấn công chủ động của Israel đã gây thiệt hại nặng nề cho phía Iran, trong khi cuộc trả đũa của Iran hầu hết bị đánh chặn

Xung đột Iran – Israel năm 2024 (2024 Iran–Israel conflict) là những leo thang quân sự căng thẳng nguy hiểm ở Trung Đông giữa Iran và Israel xảy ra vào năm 2024 đến nay, bắt đầu sự kiện này là cuộc tập kích bất ngờ phủ đầu của Israel vào ngày 1 tháng 4 năm 2024 với sự kiện Israel ném bom đại sứ quán Iran ở Damascus, và sau đó là các màn đáp trả lẫn nhau, đánh dấu bằng các cuộc tấn công quân sự trực tiếp chưa từng có tiền lệ giữa hai quốc gia đã leo thang thành một loạt các cuộc đối đầu trực tiếp giữa hai nước và đã bùng nổ tiếp tục vào ngày 13 tháng 6 năm 2025 khi Israel khai cuộc chủ động tập kích tên lửa vào thủ đô Teheran hạ sát hơn một tá nhân vật cao cấp của Iran. Cuộc xung đột này, vốn âm ỉ trong nhiều thập kỷ qua các cuộc chiến ủy nhiệm, đã bùng phát thành đối đầu trực diện, gây lo ngại sâu sắc cho sự ổn định của toàn bộ khu vực Trung Đông cũng như trên thế giới . Liên Hợp quốc và các nước phương Tây đã bày tỏ sự ủng hộ quyền chủ động tự vệ của Israel và tỏ ra quan ngại cũng như lên án mạnh mẽ các hành vi trả đủa của Iran đã gây leo thang căng thẳng và làm phức tạp tình hình trong khu vực.

## Diễn tiến

### Năm 2024
Cuộc đối đầu trực tiếp bắt đầu vào ngày 1 tháng 4 năm 2024, khi một cuộc không kích bị nghi do Israel thực hiện đã phá hủy tòa nhà lãnh sự quán Iran ở Damascus của Syria. Vụ tấn công này đã khiến 16 người thiệt mạng, trong đó có Thiếu tướng Mohammad Reza Zahedi, một chỉ huy cấp cao của Lực lượng Quds thuộc Vệ binh Cách mạng Hồi giáo Iran (IRGC). Iran đã cáo buộc Israel đứng sau vụ tấn công và thề sẽ trả đũa. Để đáp trả, Iran và các đồng minh Trục kháng cự của mình bắt giữ con tàu có liên hệ với Israel có tên là MSC Aries và đã tiến hành các cuộc không kích bên trong Israel vào ngày 13 tháng 4 năm 2024(trong chiến dịch Lời hứa Đích thực), phía Israel đã tố cáo Iran tấn công vào lãnh thổ của mình. Sự thể là vào đêm 13 rạng sáng 14 tháng 4 năm 2024, Iran đã lần đầu tiên trong lịch sử phát động một cuộc tấn công quân sự trực tiếp quy mô lớn vào lãnh thổ Israel. Hơn 300 máy bay không người lái (UAV) và tên lửa các loại đã được phóng đi. Tuy nhiên, theo Lực lượng Phòng vệ Israel (IDF), với sự hỗ trợ của các đồng minh như Mỹ, Anh, Pháp và Jordan đã vô hiệu hoá hoàn toàn với 99% các mục tiêu trên không đã bị đánh chặn thành công. Cuộc tấn công của Iran chỉ gây ra thiệt hại nhỏ tại một căn cứ không quân của Israel và không có trường hợp tử vong nào được báo cáo. 
Vài ngày sau, vào ngày 19 tháng 4 năm 2024, đến lượt Israel đã có hành động đáp trả. Các báo cáo cho biết Israel đã tiến hành một cuộc tấn công có giới hạn nhằm vào một căn cứ không quân gần thành phố Isfahan của Iran, nơi có các cơ sở hạt nhân quan trọng. Quy mô và mục tiêu chính xác của cuộc tấn công này không được hai bên công bố rộng rãi, cho thấy một nỗ lực nhằm tránh leo thang thành một cuộc chiến tranh toàn diện. Mặc dù cuộc đối đầu trực tiếp giữa Iran và Israel vào tháng 4 năm 2024 không leo thang thành một cuộc chiến tranh toàn diện, nó đã tạo ra một thực tế chiến lược mới ở Trung Đông. Lần đầu tiên, hai đối thủ không đội trời chung đã phá vỡ "quy tắc" không tấn công trực tiếp vào lãnh thổ của nhau. Sự kiện này đã chứng tỏ khả năng phòng thủ tên lửa tiên tiến của Israel, nhưng cũng cho thấy quyết tâm và năng lực của Iran trong việc tấn công các mục tiêu ở khoảng cách xa. Cuộc tấn công trả đũa này của Iran đã bị châu Âu và đại diện Liên Hợp quốc lên án mạnh mẽ. Đại diện cấp cao của Liên minh về Chính sách đối ngoại và an ninh của châu Âu là ông Josep Borrell đã "lên án mạnh mẽ" cuộc tấn công của Iran và gọi đó là "sự leo thang chưa từng có và là mối đe dọa nghiêm trọng đối với an ninh khu vực". Tổng thư ký Liên hợp quốc ông António Guterres đã "lên án mạnh mẽ sự leo thang nghiêm trọng được thể hiện qua cuộc tấn công quy mô lớn".

### Năm 2025
Bước sang năm 2025, tình hình xung đột giữa Iran và Israel đã leo thang đến mức độ nguy hiểm chưa từng có vào giữa tháng 6 năm 2025, vượt xa các cuộc đối đầu trước đó và đẩy khu vực Trung Đông đến bờ vực của một cuộc chiến tranh toàn diện. Cuộc khủng hoảng bùng phát dữ dội vào ngày 13 tháng 6 năm 2025, khi Israel bất ngờ chủ động tiến hành một chiến dịch quân sự quy mô lớn đã được toan tính kỹ lưỡng, được đặt tên là Chiến dịch Sư tử trỗi dậy (tiếng Do Thái: כלביא/"Operation Rising Lion"). Trong chiến dịch này, Lực lượng Phòng vệ Israel (IDF) đã thực hiện các cuộc không kích phủ đầu vào hàng loạt mục tiêu chiến lược trên khắp lãnh thổ Iran và hoàn thành tất cả các mục tiêu đề ra. Các cơ sở quân sự và hạt nhân mục tiêu đã bị ảnh hưởng, cùng với đó là một loạt cái chết của các quan chức quân sự và nhà khoa học hạt nhân Iran. Chỉ huy Vệ binh Cách mạng Hossein Salami và các lãnh đạo cấp cao khác của Vệ binh Cách mạng Hồi giáo (IRGC), bao gồm cả chỉ huy cấp cao Amir Ali Hajizadeh, được cho là đã thiệt mạng trong vụ tấn công. Các nguồn tin khu vực cho biết ít nhất 20 chỉ huy cấp cao đã thiệt mạng trong các cuộc không kích này. Phía Iran xác nhận một loạt các tướng lĩnh trọng yếu thiệt mạng gồm các chỉ huy Mohammad Bagheri, Hossein Salami, Gholam Ali Rashid, Amir Ali Hajizadeh Lực lượng IDF còn cho biết đã tiêu diệt thêm chỉ huy Amir Ali Hajizadeh cùng toàn bộ đơn vị điều khiển máy bay không người lái. Tổng cộng, IDF báo cáo trong đợt tập kích nà đã hạ sát 6 chỉ huy cao cấp là Tướng Bagheri, Salami, Ali Rashid, Ali Hajizadeh, chỉ huy Davoud Shaykhian, chỉ huy Taher Pour cùng 9 nhà khoa học hạt nhân của Iran cũng đã thiệt mạng. Tờ báo The New York Times còn báo cáo thêm ca thiệt mạng của chỉ huy Esmail Qaani dù phía Israel tin rằng ông này còn sống sót. Tháp Jahan Koudak cũng bị hư hại sau đợt tấn công phủ đầu triệt hạ này. 
Sau cuộc tấn công phủ đầu thành công mỹ mãn này, Thủ tướng Israel Benjamin Netanyahu tuyên bố trong một cuộc phỏng vấn trên truyền hình: "Chúng ta đang ở thời điểm quyết định trong lịch sử của Israel" và nói thêm: "Chúng ta đang bảo vệ thế giới tự do khỏi chủ nghĩa khủng bố và sự man rợ mà Iran nuôi dưỡng và xuất khẩu trên toàn cầu". Ông cũng nói rằng Iran đã sở hữu đủ uranium làm giàu để sản xuất chín bom hạt nhân. Ông cảm ơn Tổng thống Donald Trump vì sự ủng hộ của ông và cho biết cuộc tấn công là một hoạt động cần thiết ngay lập tức để đẩy lùi mối đe dọa làm giàu uranium. Ông nói thêm rằng các cuộc tấn công sẽ tiếp tục "cho đến khi nào còn cần thiết để hoàn thành nhiệm vụ chống lại mối đe dọa hủy diệt chống lại chúng ta". Cuộc tấn công này được phương Tây ủng hộ mạnh mẽ như là quyền tự vệ chính đáng của Israel và yêu cầu Iran không được trả đũa làm leo thang phức tạp tình hình. Tổng thống Donald Trump đã công khai tuyên bố rằng "Iran phải đạt được thỏa thuận trước khi không còn gì nữa". Ông Trump đã bày tỏ sự ủng hộ đối với chiến dịch của Israel, cam kết tiếp tục cung cấp thiết bị quân sự và cho phép lực lượng Hoa Kỳ hỗ trợ đánh chặn loạt tên lửa đầu tiên của Iran. Hoa Kỳ đã cảnh báo Iran không được tấn công vào lợi ích hoặc nhân sự của Hoa Kỳ, nhấn mạnh rằng họ sẽ đáp trả bằng quân sự nếu các cuộc tấn công như vậy xảy ra. Sau đợt tấn công, Thủ tướng Canada Mark Carney đã tái khẳng định "quyền tự vệ và đảm bảo an ninh của Israel" và kêu gọi các bên phải "kiềm chế tối đa". 
Tối hôm 13 tháng 6 năm 2025, Iran đáp trả bằng một cuộc tấn công trả đũa vào các căn cứ quân sự của Israel và các địa điểm khác trên khắp Tel Aviv với hơn 150 tên lửa đạn đạo và hơn 100 máy bay không người lái trong chiến dịch mang tên "Lời hứa Đích thực 3" ("Operation Vow of Truth 3"/عملیات وعده صادق ٣). Israel tuyên bố hệ thống phòng không Vòm Sắt (Iron Dome) và các hệ thống phòng thủ khác, với sự hỗ trợ từ các đồng minh như Hoa Kỳ, đã đánh chặn được hầu hết tên lửa của Iran. Hành động đáp trả này của Iran vào Israel đã bị Liên Hiệp quốc và nhiều nước phương Tây lên án kịch liệt. Tổng thư ký Liên Hiệp quốc António Guterres kêu gọi cả hai bên thực hiện "sự kiềm chế tối đa" và lên án mọi hành động leo thang quân sự của Iran trong khu vực. Tổng thống Javier Milei lên án cuộc phản công của Iran vào Israel, bày tỏ sự ủng hộ đối với các hành động quân sự trước đây của Israel và nói rằng "[Chúng ta] đang cùng nhau chiến đấu chống lại cái ác". Các chính phủ châu Âu phải đối mặt với những thách thức chính trị trong việc áp đặt lại các lệnh trừng phạt của Liên hợp quốc đối với Iran trước khi cơ chế phục hồi hết hạn vào tháng 10 năm 2025, làm phức tạp thêm các nỗ lực quốc tế nhằm kiềm chế chương trình hạt nhân của Iran. Ngay sau cuộc tấn công của Iran, vào lúc 23:11 giờ địa phương, Lực lượng Israel IDF thông báo rằng họ đã bắt đầu một làn sóng tấn công mới vào "các mục tiêu quân sự" ở Tehran. Các kho chứa dầu và kho xăng trong thành phố Teheran đã bị tấn công và tiêu huỷ, xảy ra tình trạng cắt điện ở khu phố Shahran. Vào đêm muộn ngày 14 tháng 6 năm 2025, Hãng thông tấn Tasnim đưa tin rằng các cuộc tấn công của Israel vào thủ đô đã đánh tan trụ sở của Bộ Quốc phòng Iran cũng như tòa nhà Tổ chức Đổi mới và Nghiên cứu Quốc phòng.